# خوسيه لازارو روبلس
خوسيه لازارو روبلس (بالبرتغالية: José Lázaro Robles‏) (11 فبراير 1924 في البرازيل - 7 مايو 1996 في البرازيل) هو مدرب كرة قدم ولاعب كرة قدم برازيلي في مركز الهجوم، شارك في كأس العالم 1954 وكأس أمريكا الجنوبية 1953. وشارك مع منتخب البرازيل لكرة القدم. أما مع النوادي، فقد لعب مع جمعية بورتوغيزا الرياضية ونادي فاسكو دا غاما.

## وصلات خارجية
- خوسيه لازارو روبلس على موقع الاتحاد الدولي (مؤرشف)  (الإنجليزية)
- خوسيه لازارو روبلس على موقع قاعدة بيانات كرة القدم.إي يو (الإنجليزية)
- خوسيه لازارو روبلس على موقع ناشيونال فوتبول تيمز (الإنجليزية)
- خوسيه لازارو روبلس على موقع Soccerway.com (الإنجليزية)
- خوسيه لازارو روبلس على موقع عالم كرة القدم.نت (الإنجليزية)